# Sportjahr 1968
Liste der Sportjahre

◄◄ | ◄ | 1964 | 1965 | 1966 | 1967 | Sportjahr 1968 | 1969 | 1970 | 1971 | 1972 | ► | ►►

Weitere Ereignisse   · Olympische Spiele · Olympische Winterspiele

## Badminton
Höhepunkte des Badmintonjahres 1968 waren die All England, die Irish Open, die Scottish Open, die German Open, die Dutch Open, die Denmark Open und die French Open. Erstmals wurden Europameisterschaften ausgetragen.

### Internationale Veranstaltungen
| Veranstaltung | Herreneinzel   | Dameneinzel  | Herrendoppel               | Damendoppel                        | Mixed                             |
| ------------- | -------------- | ------------ | -------------------------- | ---------------------------------- | --------------------------------- |
| All England   | Rudy Hartono   | Eva Twedberg | Henning Borch Erland Kops  | Minarni Sudaryanto Retno Koestijah | Tony Jordan Sue Pound             |
| French Open   | Sture Johnsson | Eva Twedberg | Horst Lösche Gerhard Kucki | Eva Twedberg Karin Dittberner      | Herman Leidelmeijer Lily ter Metz |
| German Open   | Erland Kops    | Eva Twedberg | Tan Yee Khan Ng Boon Bee   | Margaret Boxall Susan Pound        | Tony Jordan Susan Pound           |
| Malaysia Open | Tan Aik Huang  | Hiroe Yuki   | Tan Yee Khan Ng Boon Bee   | Machiko Aizawa Etsuko Toganoo      | Svend Andersen Eva Twedberg       |
| Swedish Open  | Svend Pri      | Eva Twedberg | Henning Borch Erland Kops  | Lonny Funch Ulla Strand            | Svend Pri Ulla Strand             |

## Leichtathletik
- 16. Mai – Giuseppe Gentile, Italien, erreichte im Dreisprung der Herren 17,10 Meter.
- 18. Mai – Lee Evans, USA, lief die 400 Meter der Herren in 43,86 Sekunden.
- 18. Mai – Bob Beamon, USA, erreichte im Weitsprung der Herren 8,90 Meter.
- 26. Mai – Christine Spielberg, DDR, warf im Diskuswurf der Damen 61,64 Meter.
- 27. Mai – Karin Müller, Dänemark, ging im 20.000-Meter-Gehen der Damen in 1:53,5 Stunden.
- 11. Juni – Tommie Smith, USA, lief die 200 Meter der Herren in 20 Sekunden.
- 14. Juni – Irena Szewińska, Polen, lief die 100 Meter der Damen 11,1 Sekunden.
- 14. Juni – Viorica Viscopoleanu, Rumänien, erreichte im Weitsprung der Damen 6,82 Meter.
- 15. Juni – David Hemery, Großbritannien, lief die 400 Meter Hürden der Herren in 48,12 Sekunden.
- 15. Juni – Ralph Doubell, Australien, lief die 800 Meter der Herren in 1:44,3 Minuten.
- 18. Juni – Irena Kirszenstein, Polen, lief die 200 Meter der Damen in 22,5 Sekunden.
- 20. Juni – Jim Hines, USA, lief die 100 Meter. der Herren in 9,9 Sekunden.
- 26. Juni – Christine Spielberg, DDR, erreichte im Diskuswurf der Damen 61,64 Meter.
- 11. Juli – Tommie Smith, USA, lief die 200 Meter der Herren in 20,0 Sekunden.
- 15. Juli – Romuald Klim, Sowjetunion, erreichte im Hammerwurf der Herren 74,52 Meter.
- 20. Juli – Vera Nikolić, Jugoslawien, lief die 800 Meter der Damen 2:00,5 Minuten.
- 25. Juli – Jay Silvester, USA, erreichte im Diskuswurf der Herren 66,54 Meter.
- 20. August – Vera Nikolić, Jugoslawien, lief die 800 Meter der Damen in 2:00,5 Minuten.
- 21. August – Gennadi Agapow, Sowjetunion, ging im 20.000-Meter-Gehen der Herren in 1:25:22 Stunden.
- 23. August – Jānis Lūsis, Sowjetunion, erreichte im Speerwurf der Herren 91,98 Meter.
- 11. September – Geoff Vanderstock, USA, lief die 400 Meter Hürden der Herren in 48,8 Sekunden.
- 12. September – Bob Seagren, USA, sprang im Stabhochsprung der Herren 5,41 Meter.
- 14. September – Larry James, USA, lief die 400 Meter der Herren in 44,1 Sekunden.
- 14. September – Gyula Zsivótzky, Ungarn, warf im Hammerwurf der Herren 73,76 Meter.
- 14. September – Ljudmila Samotjossowa, Sowjetunion, lief die 100 Meter der Damen 11,1 Sekunden.
- 18. September – Jay Silvester, USA, warf den Diskus in der Disziplin der Herren 68,4 Meter.
- 22. September – Margitta Gummel, DDR, stieß im Kugelstoßen der Damen 18,87 Meter.
- 12. Oktober – John Carlos, USA, lief die 200 Meter der Herren in 19,92 Sekunden.
- 12. Oktober – Bob Seagren, USA, erreichte im Stabhochsprung der Herren 5,41 Meter.
- 14. Oktober – Lee Evans, USA, lief die 400 Meter der Herren in 44,1 Sekunden.
- 14. Oktober – Jim Hines, USA, lief die 100 Meter der Herren in 9,95 Sekunden.
- 14. Oktober – Viorica Viscopoleanu, Rumänien, sprang in der Kategorie der Damen 6,82 Meter.
- 14. Oktober – Gyula Zsivótzky, Ungarn, erreichte im Hammerwurf der Herren 73,76 Meter.
- 15. Oktober – David Hemery, Großbritannien, lief die 400 Meter Hürden der Herren in 48,1 Sekunden.
- 15. Oktober – Wyomia Tyus, USA, lief die 100 Meter der Damen 11,0 Sekunden, elektronisch gestoppt waren es 11,08 Sekunden.
- 16. Oktober – Tommie Smith, USA, lief die 200 Meter der Herren in 19,83 Sekunden.
- 17. Oktober – Wiktor Sanejew, Sowjetunion, sprang im Dreisprung der Herren 17,39 Meter.
- 17. Oktober – Giuseppe Gentile, Italien, erreichte im Dreisprung der Herren 17,22 Meter.
- 18. Oktober – Jay Silvester, USA, erreichte im Diskuswurf der Herren 68,07 Meter.
- 18. Oktober – Jay Silvester, USA, erreichte im Diskuswurf der Herren 68,40 Meter.
- 18. Oktober – Lee Evans, USA, lief die 400 Meter der Herren in 43,86 Sekunden.
- 18. Oktober – Bob Beamon, USA, sprang im Weitsprung der Herren 8,90 Meter.
- 18. Oktober – Irena Kirszenstein, Polen, lief die 200 Meter der Damen in 22,5 Sekunden.
- 20. Oktober – Margitta Gummel, DDR, stieß im Kugelstoßen der Damen 19,61 Meter.
- 17. November – Nelson Prudêncio, Brasilien, erreichte im Dreisprung der Herren 17,27 Meter.
- 17. November – Wiktor Sanejew, Sowjetunion, erreichte im Dreisprung der Herren 17,23 Meter.
- 17. Dezember – Jouko Kuha, Finnland, lief die 3000 Meter Hindernis der Herren in 8:24,2 Minuten.

## Tennis
- Grand-Slam-Turniersieger (Herren):
  - Australian Championships:  Bill Bowrey
  - French Open:  Ken Rosewall
  - Wimbledon Championships:  Rod Laver
  - US Open:  Arthur Ashe
- Grand-Slam-Turniersieger (Damen):
  - Australian Championships:  Billie Jean King
  - French Open:  Nancy Richey
  - Wimbledon Championships:  Billie Jean King
  - US Open:  Virginia Wade

## Tischtennis
- Tischtennis-Europameisterschaft 1968 April in Lyon (Frankreich)
- Europaliga
  - 14. Februar: Budapest: D. – Ungarn 1:6 (Damen + Herren)
  - 22. April: Wiesbaden: D. – ČSSR 1:6 (Damen + Herren)
  - 22. Februar: Neuhof: D. – Österreich 7:0 (Damen + Herren)
  - 13. März: Heerlen: D. – Niederlande 6:1 (Damen + Herren)
  - 24. Oktober: Bolton: D. – England 3:4 (Damen + Herren)
  - 29. November: Wuppertal: D. – Ungarn 4:3 (Damen + Herren)

## Geboren

### Januar
- 01. Januar: Davor Šuker, kroatischer Fußballspieler
- 02. Januar: Anky van Grunsven, niederländische Dressurreiterin
- 03. Januar: Kent Carlsson, schwedischer Tennisspieler
- 04. Januar: Ernst Mader, österreichischer Fußballspieler
- 05. Januar: Adel al-Jabrin, saudi-arabischer Bogenschütze
- 05. Januar: Björn Pistauer, deutscher Fußballspieler
- 07. Januar: Ljudmila Konowalowa, russische Basketballspielerin
- 11. Januar: Abdul Malik, singapurischer Fußballschiedsrichter
- 12. Januar: Oleksandr Martschenko, ukrainischer Ruderer
- 13. Januar: Gabi Correa, uruguayischer Fußballspieler und -trainer
- 14. Januar: Karsten Mende, deutscher Eishockeyspieler, Manager
- 14. Januar: Steffi Osenberg, deutsche Handballtrainerin und Spielerin
- 14. Januar: Andreas Sassen, deutscher Fußballspieler († 2004)
- 15. Januar: Adnan Erkan, türkischer Fußballtorhüter und -trainer
- 15. Januar: Iñaki Urdangarin, spanischer Handballspieler
- 17. Januar: Swetlana Masterkowa, russische Mittelstreckenläuferin
- 19. Januar: Timo Lange, deutscher Fußballspieler
- 21. Januar: Artur Dmitrijew, russischer Eiskunstläufer und Olympiasieger

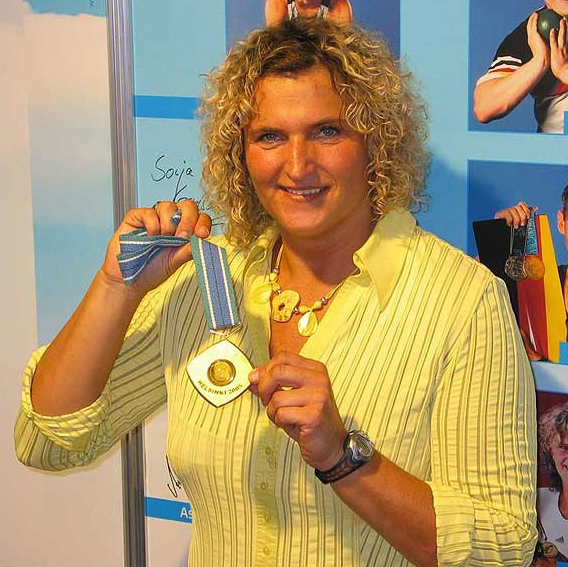
Franka Dietzsch

- 22. Januar: Franka Dietzsch, deutsche Leichtathletin
- 23. Januar: Petr Korda, tschechischer Tennisspieler
- 24. Januar: Mary Lou Retton, US-amerikanische Kunstturnerin
- 25. Januar: Matthias Wahls, deutscher Schachspieler
- 26. Januar: Frank Aehlig, deutscher Fußballfunktionär
- 27. Januar: Matt Stover, US-amerikanischer American-Football-Spieler
- 28. Januar: Rubén Pereira, uruguayischer Fußballspieler
- 29. Januar: Susi Erdmann, deutsche Rodlerin und Bobpilotin
- 30. Januar: Nicole Best, deutsche Triathletin und Geherin
- 30. Januar: Oliver Roth, deutscher Fußballspieler
- 31. Januar: Markus Foser, Liechtensteiner Skirennläufer
- 31. Januar: Petra Schubert, deutsche Badmintonspielerin

### Februar

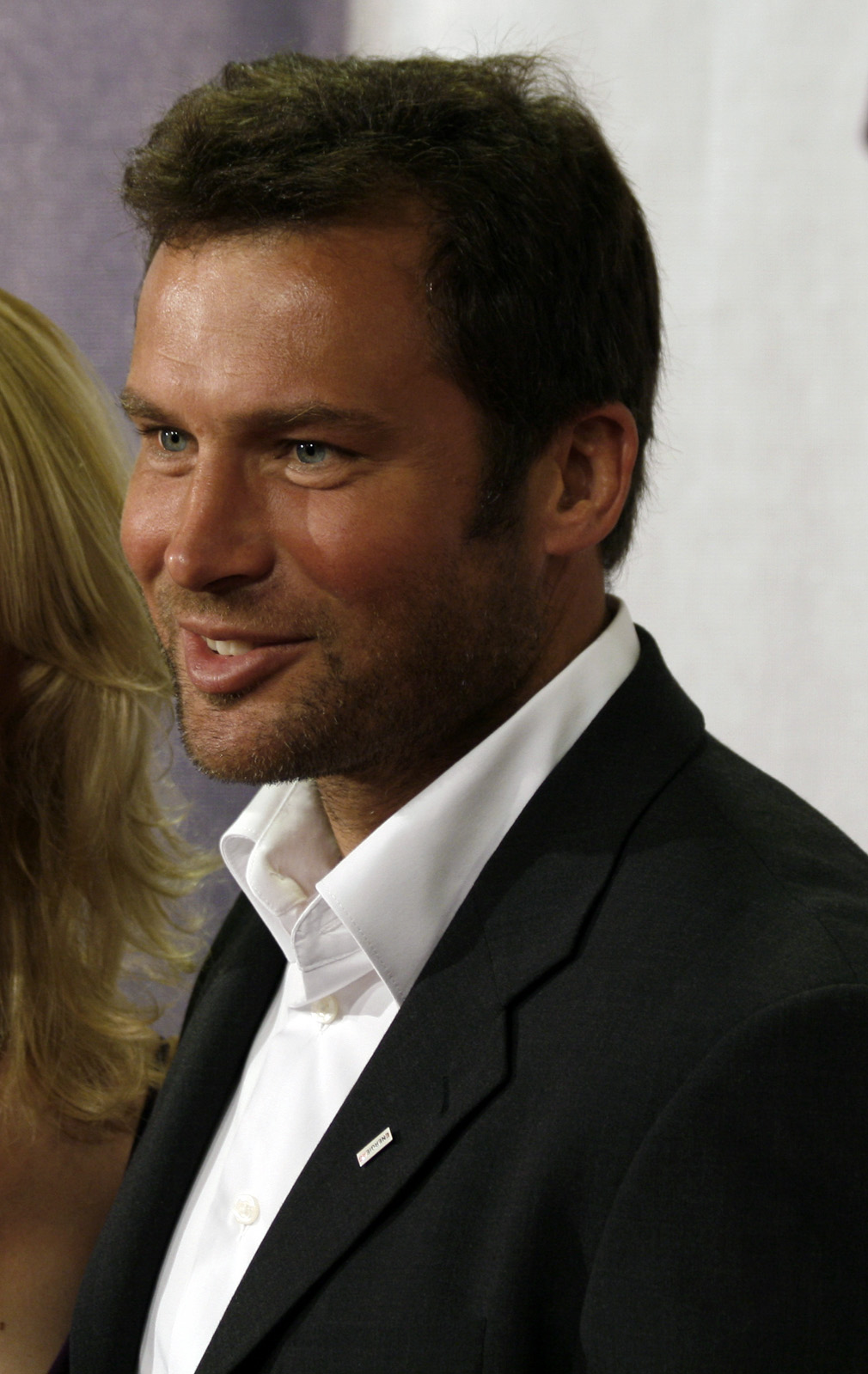
Hannes Trinkl

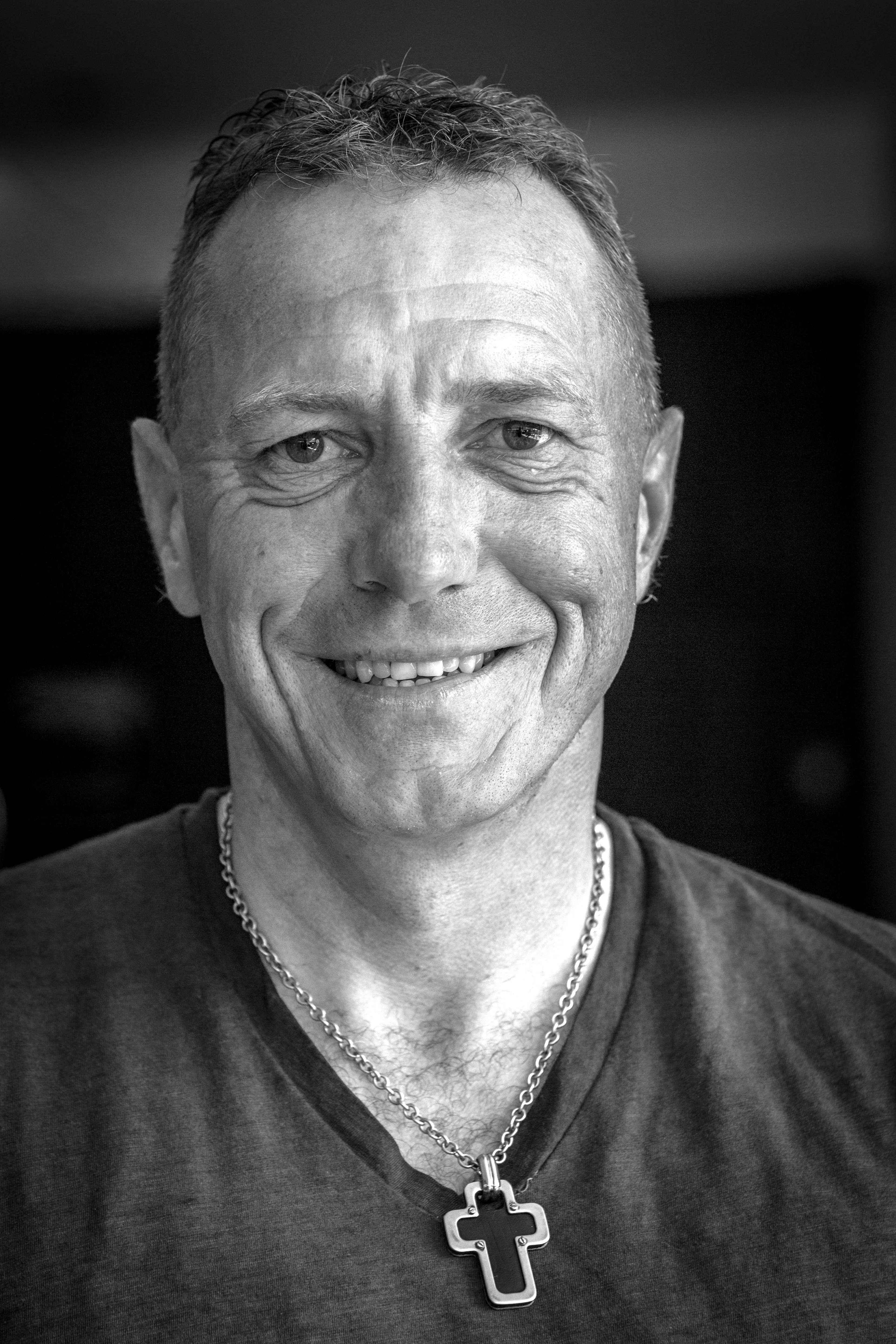
Martin Wagner

- 01. Februar: Mark Recchi, kanadischer Eishockeyspieler
- 01. Februar: Javier Sánchez, spanischer Tennisspieler
- 01. Februar: Hannes Trinkl, österreichischer Skirennfahrer
- 02. Februar: Rainer Krieg, deutscher Fußballspieler und -trainer
- 03. Februar: Vlade Divac, jugoslawischer Basketballspieler und Sportfunktionär
- 03. Februar: Mary Onyali-Omagbemi, nigerianische Sprinterin und Olympiadritte
- 05. Februar: Marcus Grönholm, finnischer Rallyefahrer
- 06. Februar: Patrick Lemarié, französischer Automobilrennfahrer
- 07. Februar: Shawn Anderson, kanadischer Eishockeyspieler
- 07. Februar: Peter Bondra, slowakischer Eishockeyspieler
- 09. Februar: Michael Menzel, deutscher Handballspieler und -trainer
- 14. Februar: Martin Bader, deutscher Fußballfunktionär
- 14. Februar: Scott Sharp, US-amerikanischer Automobilrennfahrer
- 15. Februar: Tomas Svensson, schwedischer Handballspieler
- 16. Februar: Christian Grundner, deutscher Langstreckenläufer
- 17. Februar: Ellen Kießling, deutsche Leichtathletin
- 17. Februar: Giuseppe Signori, italienischer Fußballspieler
- 20. Februar: Dirk Dufner, deutscher Fußball-Funktionär
- 22. Februar: Michail Wladimirowitsch Pronitschew, russischer Fußballspieler
- 23. Februar: Justin Bell, britischer Automobilrennfahrer
- 23. Februar: Hiroki Katō, japanischer Automobilrennfahrer
- 24. Februar: Francesco Baiano, italienischer Fußballspieler und -trainer
- 24. Februar: Emanuele Naspetti, italienischer Automobilrennfahrer
- 24. Februar: Martin Wagner, deutscher Fußballspieler
- 25. Februar: Olivier Thévenin, französischer Automobilrennfahrer
- 26. Februar: Robin Ammerlaan, niederländischer Rollstuhltennisspieler
- 26. Februar: Song Hwa-son, nordkoreanische Eisschnellläuferin
- 27. Februar: Tore Aleksandersen, norwegischer Volleyball-Trainer († 2023)
- 28. Februar: Gregor Stähli, Schweizer Skeleton-Fahrer
- 29. Februar: Pete Fenson, US-amerikanischer Curler

### März
- 01. März: Katja Kittler, deutsche Handballspielerin
- 02. März: Komi Moreira, togolesischer Radrennfahrer
- 03. März: Brian Leetch, US-amerikanischer Eishockeyspieler
- 03. März: Denis Petrow, russischer Eiskunstläufer
- 03. März: Jörg Stiel, Schweizer Fußballspieler
- 05. März: Frank Verlaat, niederländischer Fußballspieler
- 08. März: Michael Bartels, deutscher Automobilrennfahrer
- 09. März: Youri Djorkaeff, französischer Fußballspieler
- 09. März: Jorge Larrionda, uruguayischer Fußballschiedsrichter
- 10. März: Roman Fitilew, russischer Handballspieler und -trainer
- 10. März: Árni Þór Hallgrímsson, isländischer Badmintonspieler
- 13. März: Sergej Karawajew, russischer Boxer
- 14. März: Gerd Audehm, deutscher Radfahrer
- 16. März: Adílson Batista, brasilianischer Fußballspieler und -trainer
- 16. März: Arsen Harutjunjan, armenischer Skirennläufer

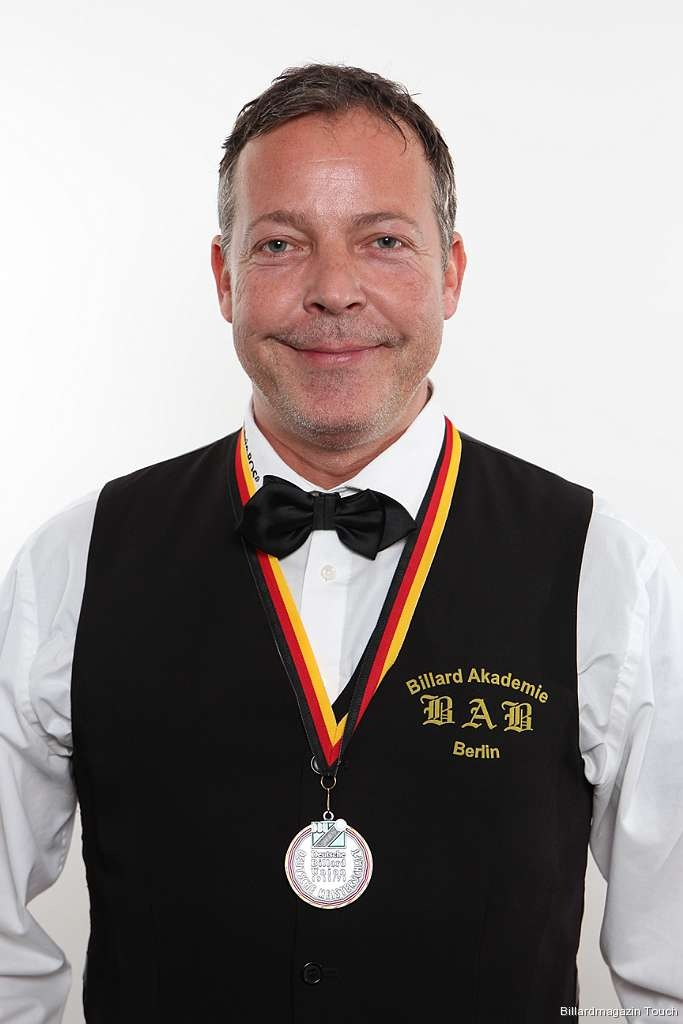
Johann Schirmbrand

- 16. März: Johann Schirmbrand, deutscher Karambolagespieler und Dreiband-Weltmeister
- 17. März: Valter Bonča, slowenischer Radrennfahrer
- 17. März: Yvan Lebon, französischer Automobilrennfahrer († 2010)
- 20. März: Philippe Croizon, französischer Behindertensportler
- 20. März: John Kocinski, US-amerikanischer Motorradrennfahrer
- 20. März: Alexander Strehmel, deutscher Fußballspieler
- 23. März: Fernando Hierro, spanischer Fußballspieler
- 26. März: Laurent Brochard, französischer Radrennfahrer
- 26. März: Alessio Galletti, italienischer Radrennfahrer († 2005)
- 26. März: Jutta Müller, deutsche Windsurferin
- 27. März: Wolfgang Schwenke, deutscher Handballspieler und -trainer

### April

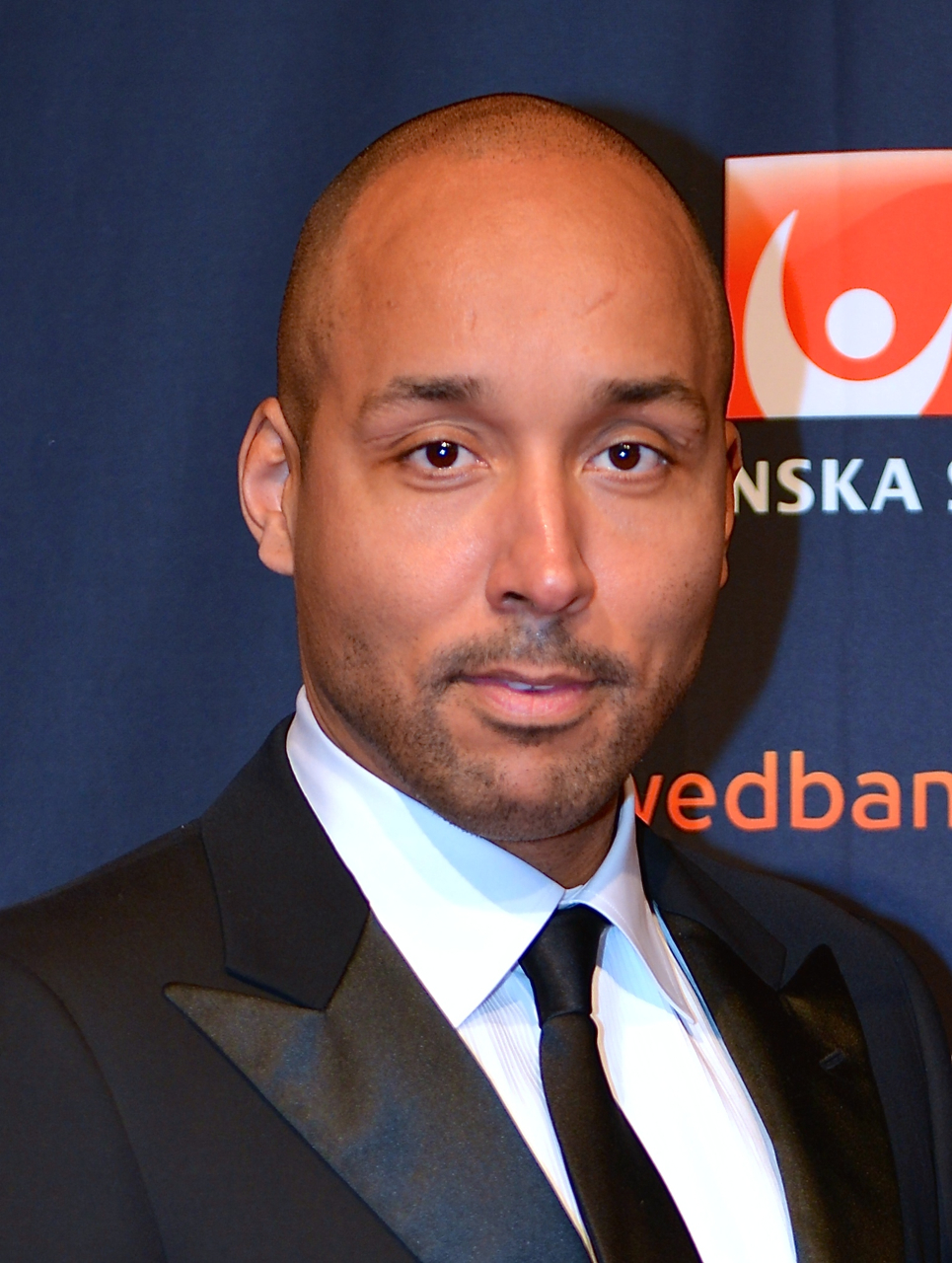
Martin Dahlin

- 02. April: Carlos Batres, guatemaltekischer Fußballschiedsrichter
- 03. April: Bernd Karbacher, deutscher Tennisspieler
- 04. April: Roberto Colciago, italienischer Automobilrennfahrer
- 04. April: Darren Law, US-amerikanischer Automobilrennfahrer
- 06. April: Morgan Samuelsson, schwedischer Eishockeyspieler und -trainer († 2023)
- 07. April: Duncan Armstrong, australischer Schwimmer
- 08. April: Patricia Girard, französische Hürdenläuferin
- 16. April: Andreas Hajek, deutscher Ruderer
- 16. April: Markus Hochhaus, deutscher Handballspieler
- 16. April: Martin Dahlin, schwedischer Fußballspieler
- 20. April: Daniel Teixeira, brasilianischer Fußballspieler
- 21. April: Lars-Henrik Walther, deutscher Handballspieler
- 24. April: Jelena Välbe, russische Skilangläuferin und Olympiasiegerin
- 25. April: Christopher Campbell, französischer Automobilrennfahrer
- 25. April: Thomas Strunz, deutscher Fußballspieler
- 26. April: Mike Doyle, US-amerikanisch-französischer Basketballspieler
- 27. April: Darius Ruželė, litauischer Schachspieler
- 28. April: Jörg Prasse, deutscher Fußballspieler
- 30. April: Carl Brown, US-amerikanischer Basketballspieler
- 30. April: Senjanin Maglajlija, bosnischer Handballspieler und -trainer

### Mai

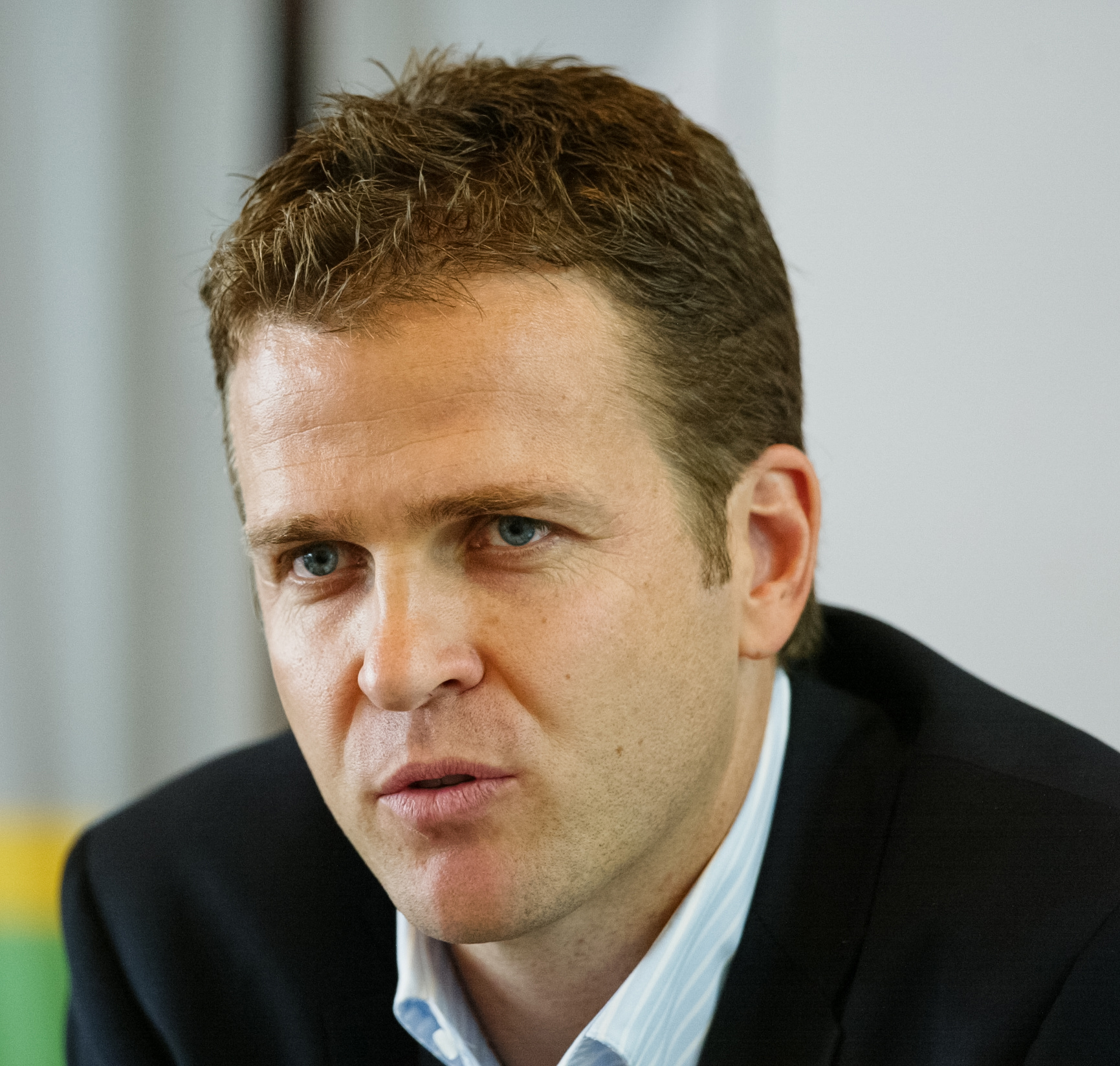
Oliver Bierhoff

- 01. Mai: Oliver Bierhoff, deutscher Fußballspieler
- 02. Mai: Jeff Agoos, US-amerikanischer Fußballspieler und Manager
- 04. Mai: Francesca Bortolozzi, italienische Fechterin
- 04. Mai: Jan Holpert, deutscher Handballtorwart
- 05. Mai: Dariusz Michalczewski, polnisch-deutscher Boxer
- 05. Mai: Bobang Phiri, südafrikanischer Sprinter
- 06. Mai: Torbjörn Arvidsson, schwedischer Fußballspieler
- 07. Mai: Bernd Hobsch, deutscher Fußballspieler
- 07. Mai: Florian Schwarthoff, deutscher Hürdensprinter
- 08. Mai: Omar Camporese, italienischer Tennisspieler
- 08. Mai: Michael Philippen, deutscher Handballspieler und -trainer
- 08. Mai: Veronika Šarec, slowenische Skirennläuferin
- 09. Mai: Marie-José Pérec, französische Leichtathletin
- 10. Mai: Markus Zoecke, deutscher Tennisspieler
- 11. Mai: Pavel Gross, deutsch-tschechischer Eishockeyspieler und -trainer
- 13. Mai: Darren Le Tissier, britischer Badmintonspieler
- 14. Mai: Peter Ahola, finnischer Eishockeyspieler
- 17. Mai: Jewgenija Manjukowa, russische Tennisspielerin
- 18. Mai: Ralf Kelleners, deutscher Automobilrennfahrer
- 18. Mai: Juan Carlos Pastor, spanischer Handballtrainer
- 20. Mai: Everado Armenta, mexikanischer Boxer
- 20. Mai: Olaf Mast, deutscher Handballspieler und -trainer
- 25. Mai: Matthias Imhof, deutscher Fußballspieler und -funktionär
- 27. Mai: Gyula Szalai, ungarischer Badmintonspieler
- 27. Mai: Jelena Wolkowa, russische Schwimmerin

### Juni
- 01. Juni: Jens Dowe, deutscher Fußballspieler
- 02. Juni: Talant Dujshebaev, kirgisisch-spanischer Handballspieler und -trainer
- 03. Juni: Peter Nielsen, dänischer Fußballspieler
- 06. Juni: Kamel Guerri, algerischer Skirennläufer
- 06. Juni: Nils Lehmann, deutscher Handballspieler
- 09. Juni: Peter Gagelmann, deutscher Fußballschiedsrichter
- 09. Juni: Olga Nemes, rumänische Tischtennisspielerin
- 09. Juni: Andreas Zeyer, deutscher Fußballspieler
- 09. Juni: Michael Zeyer, deutscher Fußballspieler
- 10. Juni: Jim Shea, US-amerikanischer Skeleton-Sportler
- 13. Juni: Fabio Baldato, italienischer Radrennfahrer
- 13. Juni: Andreas Fuchs, deutscher Automobilrennfahrer
- 14. Juni: Martin Lang, deutscher Kanute
- 15. Juni: Christine Chaladyniak, deutsche Fußballspielerin
- 16. Juni: Torben Frank, dänischer Fußballspieler
- 17. Juni: Luis Barbat, uruguayischer Fußballspieler
- 17. Juni: Kristin Krone, US-amerikanische Skirennläuferin
- 21. Juni: Anneli Andelén, schwedische Fußballspielerin
- 22. Juni: Darrell Armstrong, US-amerikanischer Basketballspieler

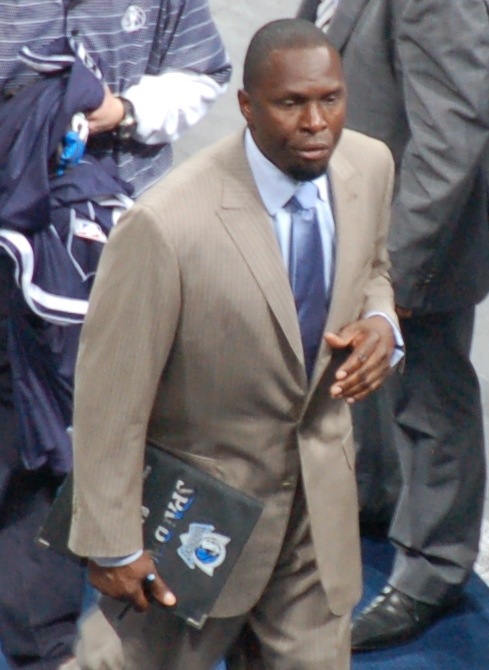
Darrell Armstrong

- 24. Juni: Boris Gelfand, belarussisch-israelischer Schachmeister
- 26. Juni: Armand de Las Cuevas, französischer Radrennfahrer († 2018)
- 26. Juni: Paolo Maldini, italienischer Fußballspieler
- 26. Juni: Anne-Kathrin Schade, deutsche Volleyballspielerin
- 27. Juni: Thorsten Kinhöfer, deutscher Fußballschiedsrichter
- 28. Juni: Mike Bezdicek, deutscher Handballspieler
- 30. Juni: George Arthur, ghanaischer Fußballspieler († 2015)
- 30. Juni: Erik van Leeuwen, niederländischer Biathlet
- 30. Juni: Ralf Rueff, deutscher Fußballspieler und -trainer
- 30. Juni: Mirko Vičević, jugoslawischer Wasserballspieler
- 30. Juni: Volker Zerbe, deutscher Handballspieler

### Juli
- 04. Juli: Siegmund Mainka, deutscher Segler
- 04. Juli: Albert Pakejew, russischer Boxer

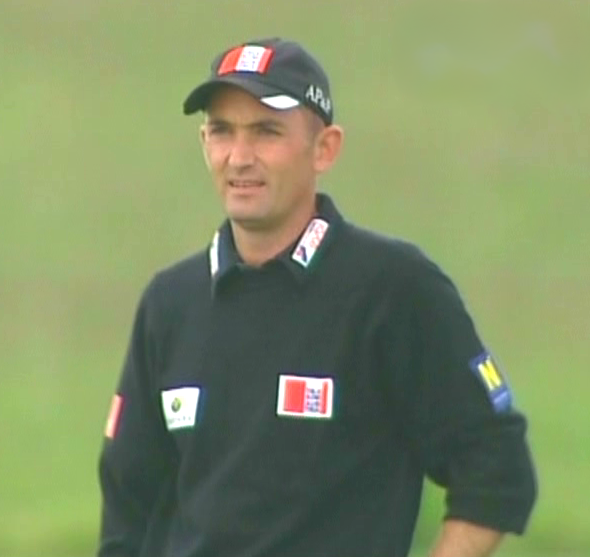
Markus Brier

- 05. Juli: Markus Brier, österreichischer Golfspieler
- 07. Juli: Luisa Noskowa, sowjetische und russische Biathletin und Olympiasiegerin
- 09. Juli: Paolo Di Canio, italienischer Fußballspieler
- 10. Juli: Hassiba Boulmerka, algerische Leichtathletin
- 11. Juli: Eddy Sözer, türkischer Fußballtrainer
- 12. Juli: Olaf Holetschek, deutscher Fußballspieler
- 12. Juli: Janne Kolling, dänische Handballspielerin
- 12. Juli: Jörn Reuß, deutscher Radrennfahrer
- 16. Juli: Barry Sanders, US-amerikanischer American-Football-Spieler
- 17. Juli: Davis Kamoga, ugandischer Leichtathlet
- 19. Juli: Zdeněk Vaněk, tschechischer Handballspieler und -trainer
- 21. Juli: Álvaro Gutiérrez, uruguayischer Fußballspieler und -trainer
- 23. Juli: Gary Payton, US-amerikanischer Basketballspieler
- 24. Juli: Klaus Klaffenböck, österreichischer Motorradrennfahrer
- 25. Juli: Anders Bäckegren, schwedischer Handballspieler
- 28. Juli: José Jaime González, kolumbianischer Radrennfahrer
- 29. Juli: Kathrin Lietz, deutsche Handballspielerin
- 30. Juli: Robert Korzeniowski, polnischer Leichtathlet

### August
- 02. August: Stefan Effenberg, deutscher Fußballspieler
- 03. August: Eyjólfur Sverrisson, isländischer Fußballspieler
- 05. August: Katrina Adams, US-amerikanische Tennisspielerin
- 05. August: Andreas Lupzig, deutscher Eishockeyspieler
- 05. August: Colin McRae, britischer Rallyefahrer († 2007)

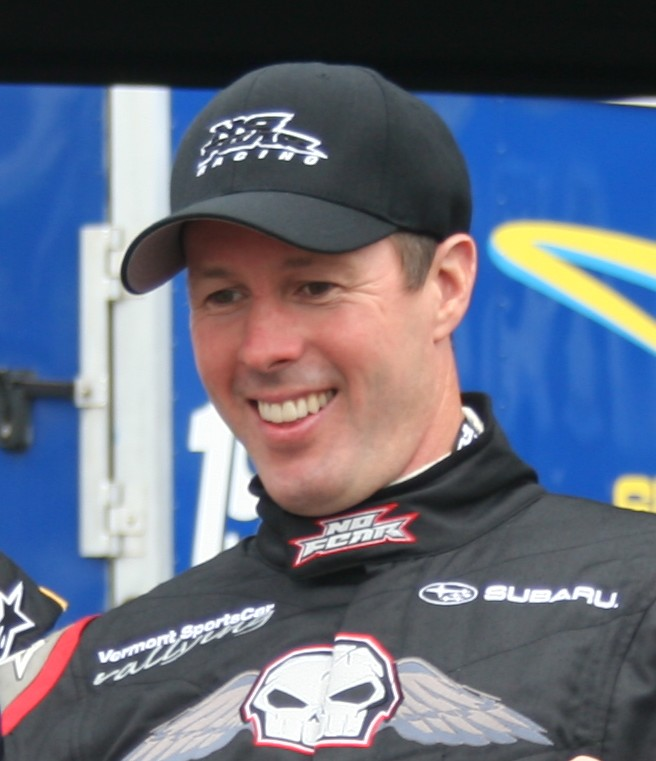
Colin McRae

- 07. August: Martin Max, deutscher Fußballspieler
- 07. August: Vicente Potolicchio, venezolanischer Automobilrennfahrer
- 10. August: Aljaksandr Andryjeuski, belarussischer Eishockeyspieler und -trainer
- 10. August: Robert Barth, deutscher Speedway-Motorradrennfahrer
- 10. August: Lene Rantala, dänische Handballspielerin
- 11. August: Aida Steşenko, turkmenische Tischtennisspielerin
- 13. August: Uwe Bindewald, deutscher Fußballspieler
- 13. August: Merete Fjeldavlie, norwegische Skirennläuferin
- 13. August: Heiko Ganschow, deutscher Handballspieler
- 13. August: Jutta Nardenbach, deutsche Fußballspielerin († 2018)
- 15. August: Massimo Ceccaroni, Schweizer Fußballspieler
- 15. August: Carlos del Barrio, spanischer Rallyebeifahrer
- 15. August: Karen Heinrich, deutsche Handballspielerin
- 15. August: Klaus Ofner, österreichischer Nordischer Kombinierer
- 16. August: Mateja Svet, slowenische Skirennläuferin
- 17. August: Nikolaj Antonow, bulgarischer Sprinter und Weitspringer
- 17. August: Christian Dalmose, dänischer Handballspieler und -trainer
- 17. August: Anja Fichtel, deutsche Florettfechterin
- 17. August: Steffen Fetzner, deutscher Tischtennisspieler
- 18. August: Piero Antonini, italienischer Beachvolleyballspieler
- 19. August: Andreas Bock, deutscher Handballspieler
- 20. August: Sandy Brondello, australische Basketballspielerin und -trainerin
- 20. August: Kay Espenhayn, deutsche Schwimmerin im Behindertensport († 2002)
- 22. August: Horst Skoff, österreichischer Tennisspieler († 2008)
- 23. August: Melanie Lasrich, deutsche Fußballspielerin
- 25. August: Rolf Aldag, deutscher Radrennfahrer
- 26. August: Thomas Letsch, deutscher Fußballtrainer

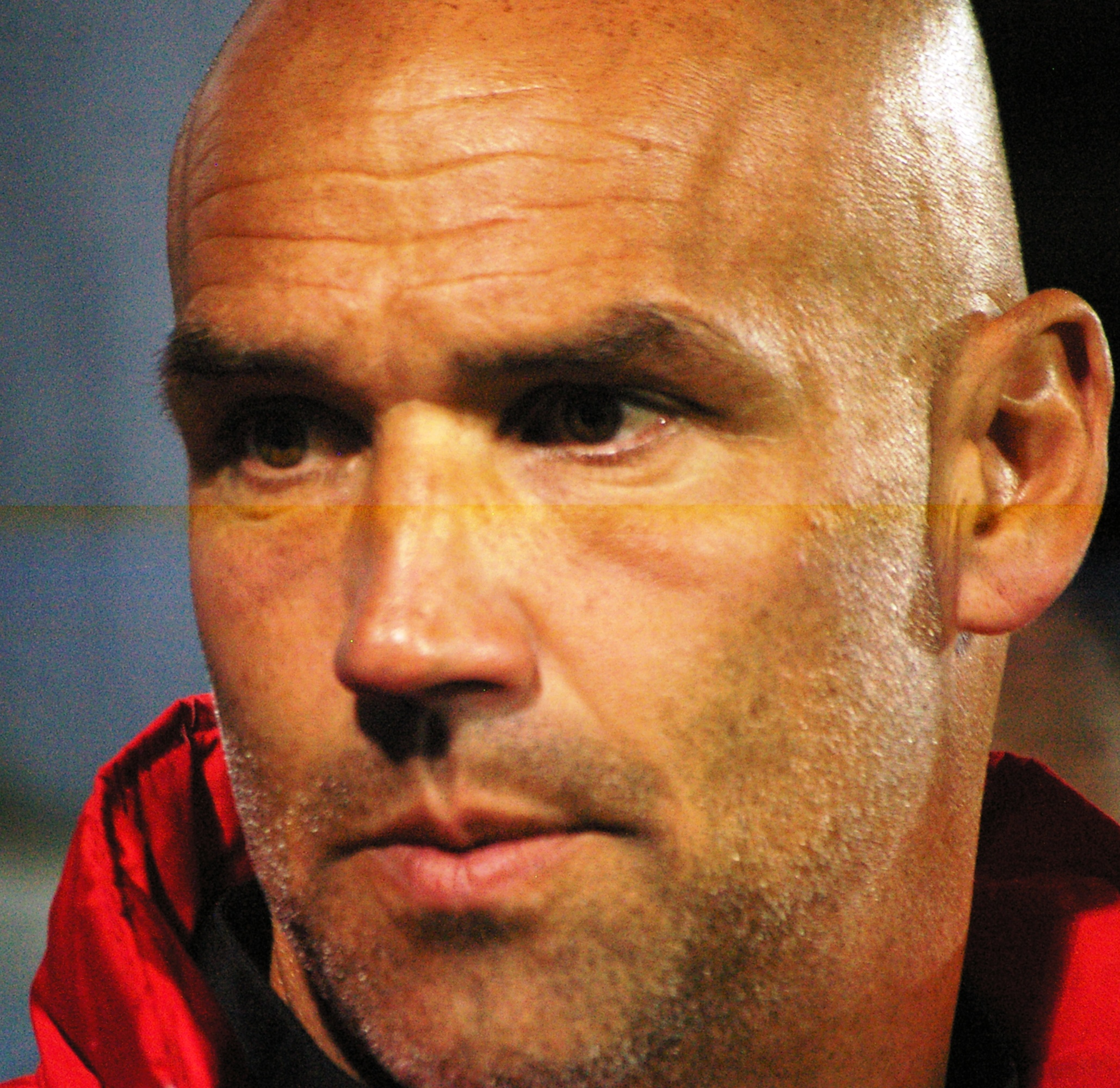
Thomas Letsch

- 26. August: Bo Andersson, schwedischer Fußballspieler
- 26. August: Chris Boardman, englischer Radrennfahrer
- 28. August: Jörg Kaessmann, deutscher Fußballtorhüter
- 29. August: Willi Landgraf, deutscher Fußballspieler

### September
- 01. September: Franck Lagorce, französischer Automobilrennfahrer
- 03. September: Christophe Mengin, französischer Radrennfahrer
- 05. September: Kevin Weeda, US-amerikanischer Automobilrennfahrer

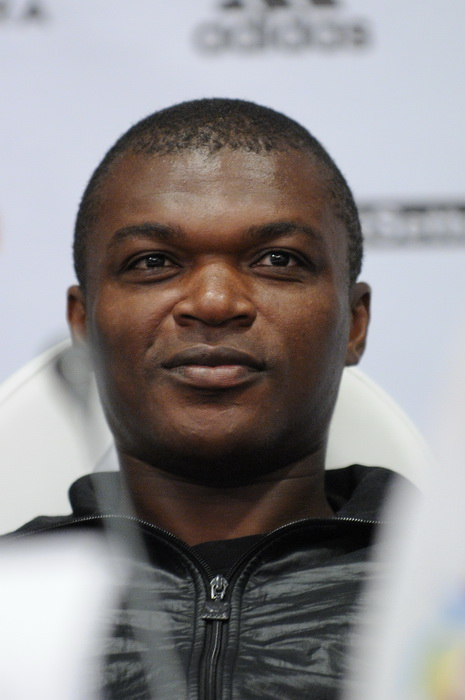
Marcel Desailly

- 07. September: Marcel Desailly, französischer Fußballspieler
- 08. September: Wolfram Klein, deutscher Fußballspieler
- 09. September: Hans-Peter Steinacher, österreichischer Segler, Olympiasieger
- 10. September: Andreas Herzog, österreichischer Fußballspieler
- 11. September: Akeem Anifowoshe, nigerianischer Profiboxer († 1994)
- 13. September: AJ Kitt, US-amerikanischer Skirennläufer
- 16. September. Jörg Riechers, deutscher Regattasegler
- 17. September: Karsten Just, deutscher Leichtathlet
- 17. September: Tito Vilanova, spanischer Fußballspieler und -trainer († 2014)
- 18. September: Toni Kukoč, kroatischer Basketballspieler
- 19. September: Vasile Miriuță, rumänisch-ungarischer Fußballspieler
- 20. September: Monchi, spanischer Fußballtorhüter
- 22. September: Inga Schneider, deutsche Biathletin
- 24. September: Saad Shaddad Al-Asmari, saudi-arabischer Langstreckenläufer
- 26. September: Dominik Klenk, deutscher Handballspieler
- 27. September: Yukinori Taniguchi, japanischer Automobilrennfahrer

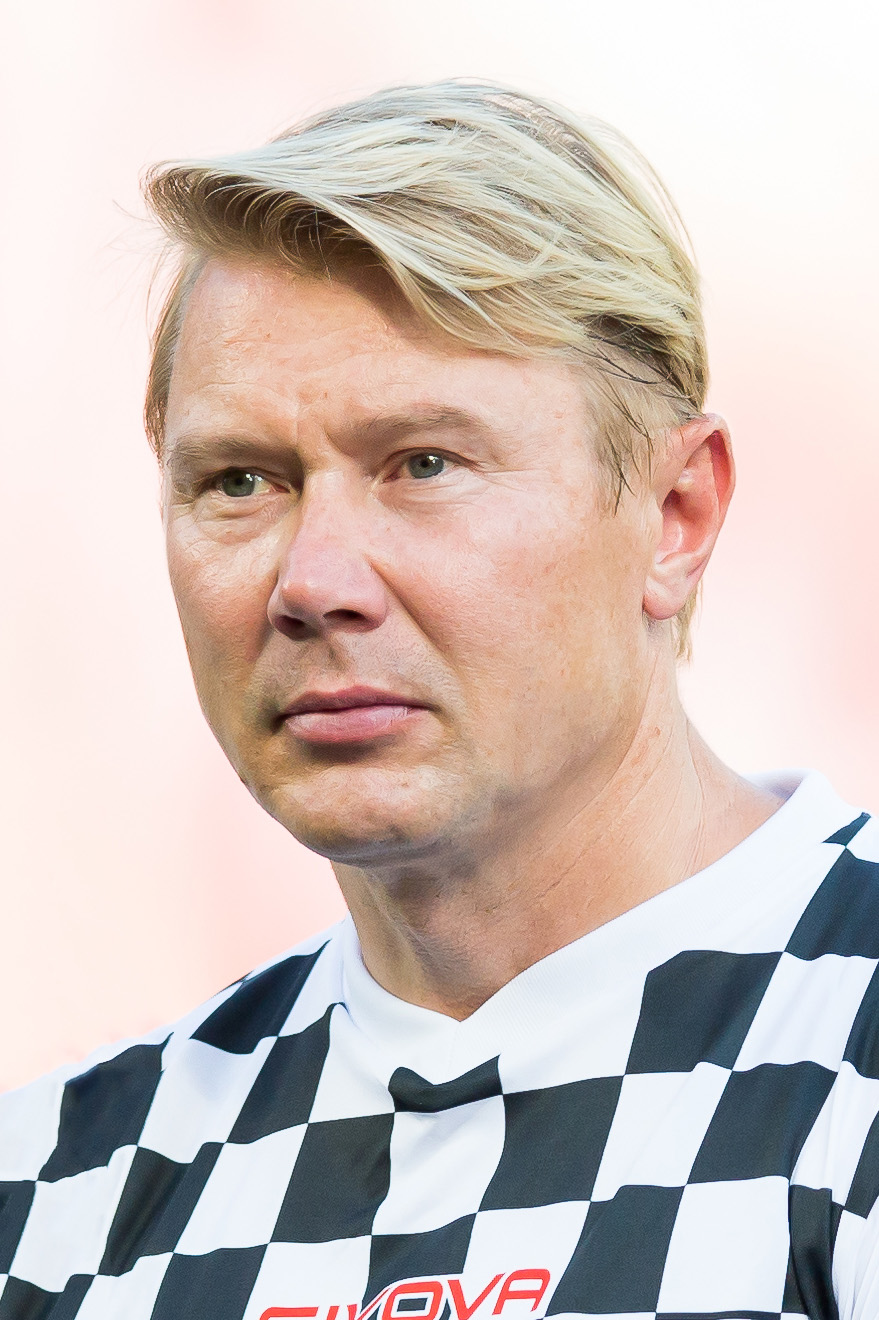
Mika Häkkinen

- 28. September: Mika Häkkinen, finnischer Automobilrennfahrer
- 28. September: Rob Moroso, US-amerikanischer Automobilrennfahrer († 1990)

### Oktober
- 02. Oktober: Jana Novotná, tschechische Tennisspielerin († 2017)
- 04. Oktober: Danilo Baltierra, uruguayischer Fußballspieler und -trainer
- 04. Oktober: Katja Dürkop, deutsche Handballspielerin
- 05. Oktober: Matthias Anklam, deutscher Fußballschiedsrichter
- 05. Oktober: Xavier Gravelaine, französischer Fußballspieler
- 06. Oktober: Bjarne Goldbæk, dänischer Fußballspieler
- 06. Oktober: Im Ri-bin, nordkoreanischer Eisschnellläufer

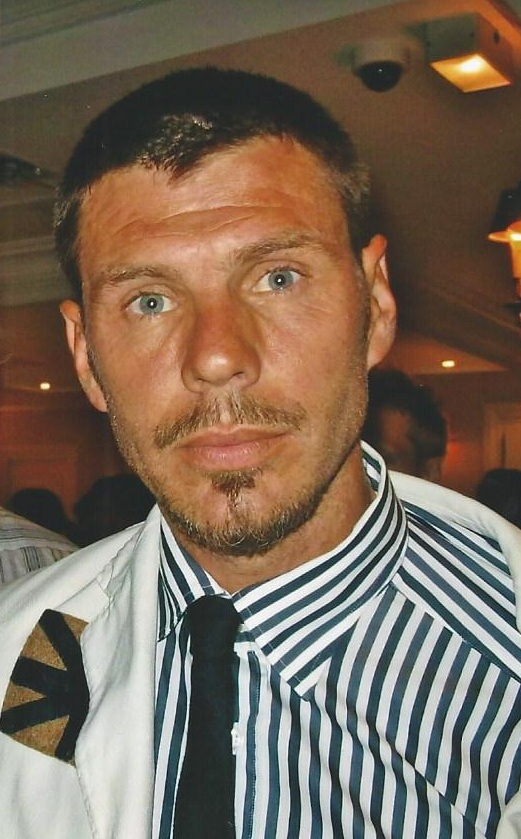
Zvonimir Boban

- 08. Oktober: Zvonimir Boban, kroatischer Fußballspieler
- 09. Oktober: Gabino Amparán, mexikanischer Fußballtrainer und -spieler
- 09. Oktober: Luminita Zaituc, deutsche Marathonläuferin
- 09. Oktober: Deon Hemmings, jamaikanische Leichtathletin und Olympiasiegerin
- 12. Oktober: Bill Auberlen, US-amerikanischer Automobilrennfahrer
- 12. Oktober: Carsten Embach, deutscher Bobfahrer und -trainer
- 12. Oktober: Peter Gentzel, schwedischer Handballtorwart
- 13. Oktober: Kay Bluhm, deutscher Kanute
- 13. Oktober: Irina Chudoroschkina, russische Kugelstoßerin
- 13. Oktober: Lydia Kahmke, deutsch-australische Handballspielerin
- 14. Oktober: Jan Seifert, deutscher Fußballspieler
- 14. Oktober: Dirk von Zitzewitz, deutscher Motorrad- und Automobilsportler
- 15. Oktober: Han-bong An, südkoreanischer Ringer
- 15. Oktober: Didier Deschamps, französischer Fußballspieler und -trainer
- 17. Oktober: Rodolfo Cardoso, argentinischer Fußballspieler
- 18. Oktober: Detlev Dammeier, deutscher Fußballspieler

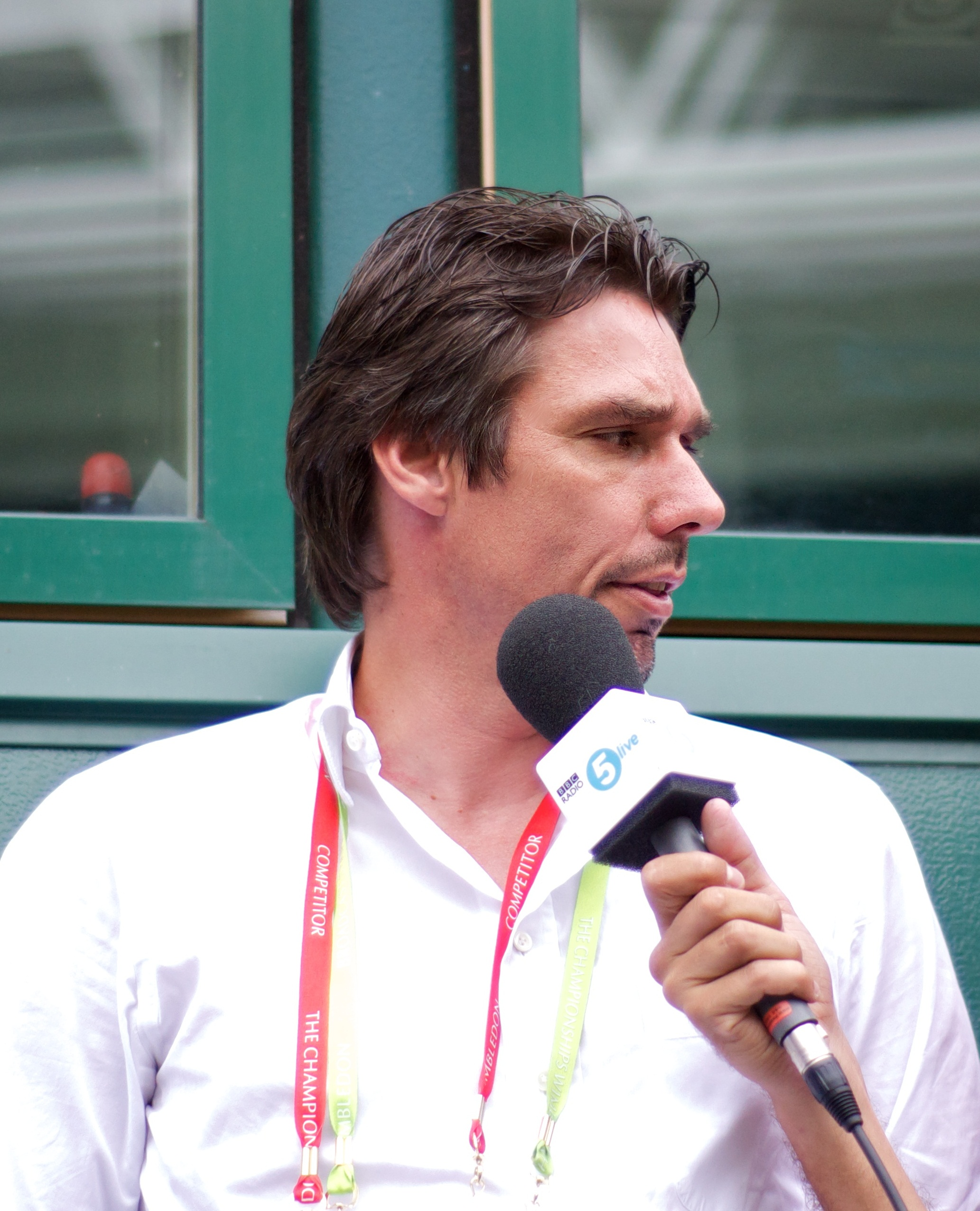
Michael Stich

- 18. Oktober: Michael Stich, deutscher Tennisspieler
- 20. Oktober: Jonathan Akpoborie, nigerianischer Fußballspieler
- 22. Oktober: Ryūji Umeda, japanischer Karambolagespieler
- 23. Oktober: Harald Preuß, deutscher Fußballspieler und -trainer
- 23. Oktober: Alexander Schmidt, deutscher Fußballtrainer
- 25. Oktober: Gülşen Degener, türkisch-deutsche Karambolagespielerin
- 25. Oktober: Doris Fitschen, deutsche Fußballspielerin († 2025)
- 26. Oktober: Robert Jarni, jugoslawisch-kroatischer Fußballspieler und -trainer
- 29. Oktober: Johann Olav Koss, norwegischer Eisschnellläufer
- 29. Oktober: Peter Wynhoff, deutscher Fußballspieler

### November
- 01. November: Dirk Eitzert, deutscher Fußballspieler und -trainer
- 04. November: Uwe Peschel, deutscher Radrennfahrer, Olympiasieger
- 05. November: Ion Vlădoiu, rumänischer Fußballspieler
- 06. November: Edward Linskens, niederländischer Fußballspieler
- 06. November: Klaus-Dieter Petersen, deutscher Handballspieler und -trainer
- 06. November: Kjetil Rekdal, norwegischer Fußballspieler und -trainer
- 07. November: Thorsten Legat, deutscher Fußballspieler
- 08. November: Sergio Porrini, italienischer Fußballspieler

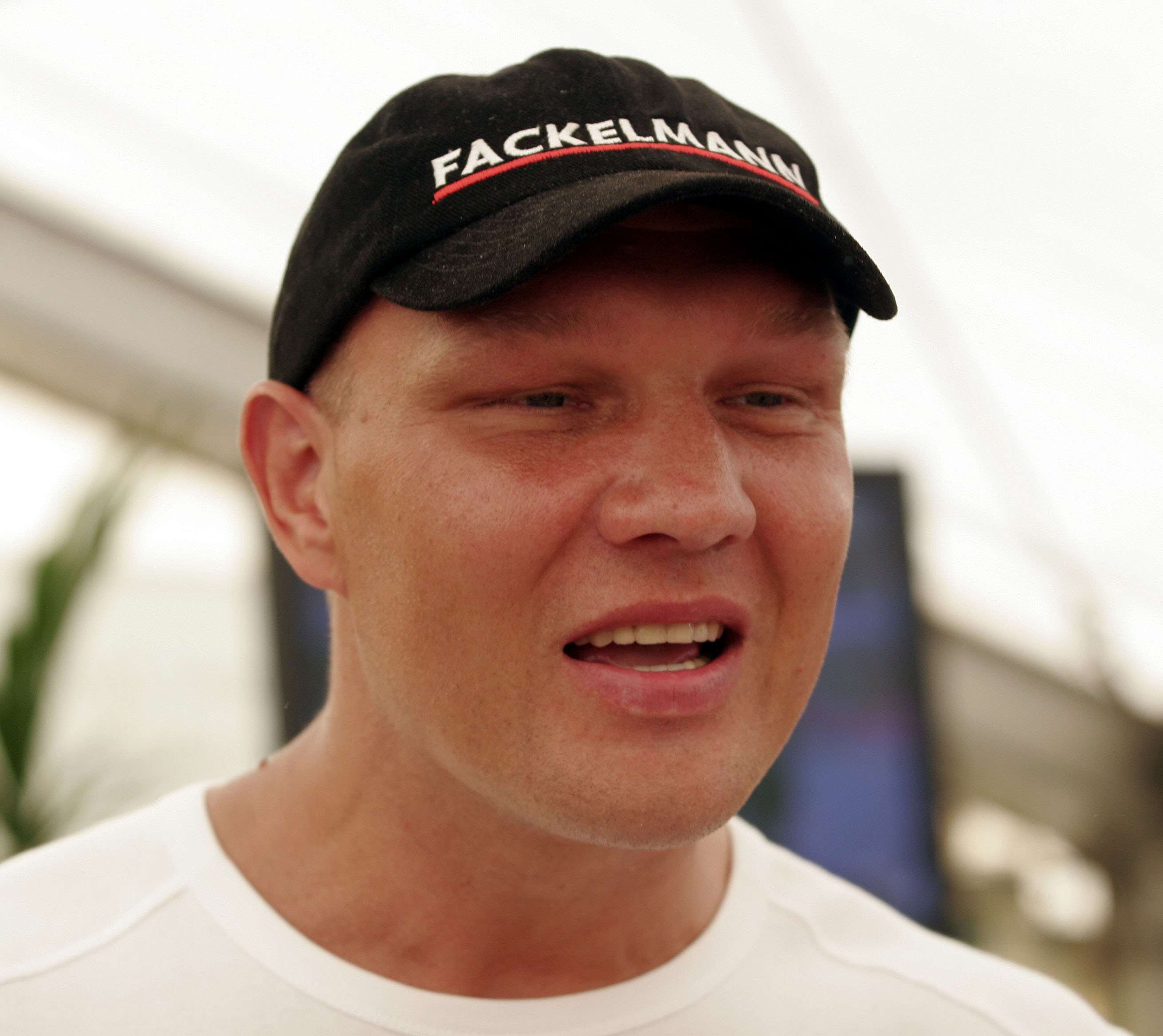
Axel Schulz

- 09. November: Axel Schulz, deutscher Boxer
- 10. November: Andrea Bölk, deutsche Handballspielerin und -trainerin
- 10. November: Andreas Rastner, deutscher Handballspieler und -trainer
- 11. November: Diego Fuser, italienischer Fußballspieler
- 12. November: Sammy Sosa, dominikanischer Baseballspieler
- 14. November: Swetlana Petschorskaja, russische Biathletin
- 15. November: René Adamczewski, deutscher Fußballspieler
- 15. November: Uwe Rösler, deutscher Fußballspieler
- 17. November: Vlado Šola, kroatischer Handballtorwart und -trainer
- 18. November: Martin Braun, deutscher Fußballspieler
- 19. November: Andrea Ahmann, deutsche Beachvolleyballspielerin
- 21. November: Qiao Hong, chinesische Tischtennisspielerin
- 21. November: Katsutomo Kaneishi, japanischer Automobilrennfahrer
- 21. November: Florian Meyer, deutscher Fußballschiedsrichter
- 22. November: Irina Priwalowa, russische Leichtathletin
- 24. November: Drew Henry, schottischer Snookerspieler
- 24. November: Bülent Korkmaz, türkischer Fußballspieler
- 24. November: Alexandra Nolte, deutsche Tischtennisspielerin
- 24. November: Martin Schneider, deutscher Fußballspieler
- 28. November: Stephanie Storp, deutsche Leichtathletin
- 29. November: Michael Ho, macauischer Automobilrennfahrer
- 29. November: Ralf Souquet, deutscher Poolbillardspieler
- 30. November: Laurent Jalabert, französischer Radrennfahrer

### Dezember
- 01. Dezember: Stephan Beckenbauer, deutscher Fußballspieler, Sohn von Franz Beckenbauer († 2015)
- 02. Dezember: Jiří Dopita, tschechischer Eishockeyspieler
- 02. Dezember: Steve Martin, australischer Motorradrennfahrer
- 03. Dezember: Janeene Vickers, US-amerikanische Leichtathletin
- 04. Dezember: Heike Axmann, deutsche Handballspielerin
- 05. Dezember: Falilat Ogunkoya, nigerianische Leichtathletin
- 07. Dezember: Pål Anders Ullevålseter, norwegischer Endurorennfahrer
- 08. Dezember: Doriano Romboni, italienischer Motorradrennfahrer († 2013)
- 09. Dezember: Kurt Angle, US-amerikanischer Ringer
- 11. Dezember: Knut Tore Apeland, norwegischer Nordischer Kombinierer
- 11. Dezember: Monique Garbrecht-Enfeldt, deutsche Eisschnellläuferin Monique Garbrecht-Enfeldt

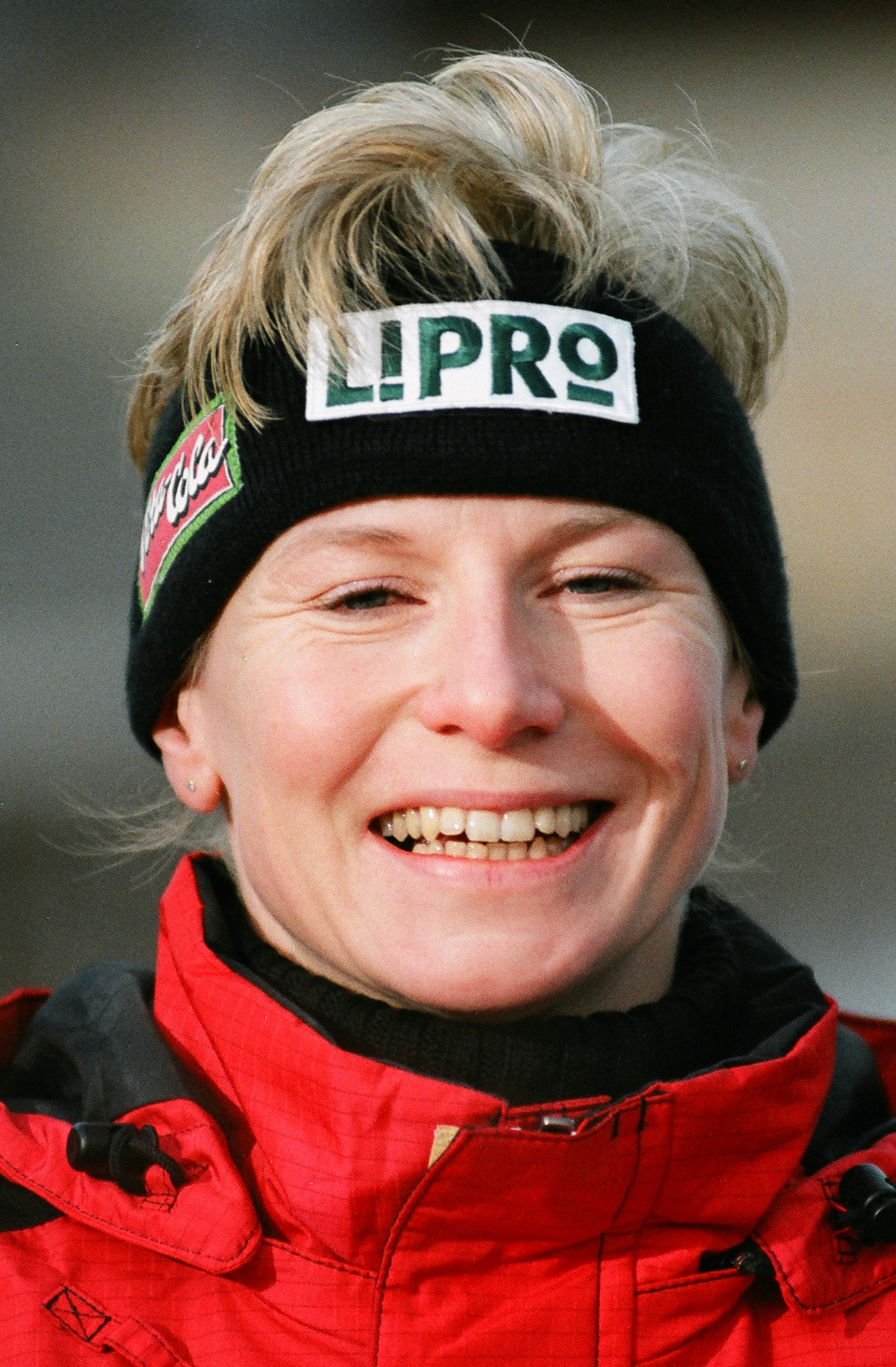
Monique Garbrecht-Enfeldt

- 11. Dezember: Fabrizio Ravanelli, italienischer Fußballspieler und -trainer
- 14. Dezember: Cottrell J. Hunter, US-amerikanischer Kugelstoßer († 2021)
- 17. Dezember: Claudio Suárez, mexikanischer Fußballspieler
- 17. Dezember: Paul Tracy, kanadischer Automobilrennfahrer
- 18. Dezember: Mario Basler, deutscher Fußballspieler und -trainer
- 20. Dezember: Carsten Ohle, deutscher Handballtorwart
- 20. Dezember: Karl Wendlinger, österreichischer Automobilrennfahrer
- 21. Dezember: Anthony Lynn, US-amerikanischer American-Football-Spieler
- 22. Dezember: Luis Hernández, mexikanischer Fußballspieler
- 23. Dezember: Olga Schischigina, kasachische Leichtathletin und Olympiasiegerin
- 26. Dezember: Aleksandar Knežević, bosnischer Handballspieler und -trainer
- 27. Dezember: Massimo Rastelli, italienischer Fußballspieler und -trainer
- 29. Dezember: Peter Runggaldier, italienischer Skirennfahrer
- 29. Dezember: Alessandro Gramigni, italienischer Motorradrennfahrer
- 30. Dezember: Sandra Glover, US-amerikanische Leichtathletin
- 31. Dezember: Nina Kraft, deutsche Triathletin

### Tag unbekannt
- Andrej Antonewitsch, russischer Handballtrainer und -spieler
- Barbaros Özsöz, türkischer Handballspieler und -trainer

## Gestorben

### Januar
- 02. Januar: Hannes Miettinen, finnischer Langstreckenläufer (* 1893)
- 02. Januar: Nikolai Stepulov, estnischer Boxer und Boxtrainer (* 1913)
- 04. Januar: Bouke Benenga, niederländischer Schwimmer und Wasserballspieler (* 1888)
- 04. Januar: Armando Castellazzi, italienischer Fußballspieler und -trainer (* 1904)
- 06. Januar: Thomas Loudon, kanadischer Ruderer und Rudertrainer (* 1883)
- 08. Januar: Piero Pastore, italienischer Fußballspieler und Schauspieler (* 1903)
- 10. Januar: Toni Bauhofer, deutscher Automobil- und Motorradrennfahrer (* 1892)
- 16. Januar: Gerhard Topp, dänischer Langstreckenläufer (* 1893)
- 17. Januar: Jennie Fletcher, britische Schwimmerin (* 1890)
- 17. Januar: Ernest Moreau de Melen, belgischer Fußballspieler (* 1879)
- 19. Januar: Glen Dawson, US-amerikanischer Leichtathlet (* 1906)
- 19. Januar: Ray Harroun, US-amerikanischer Automobilrennfahrer (* 1879)
- 27. Januar: Sándor Gombos, ungarischer Fechter (* 1893)
- 22. Januar: Duke Kahanamoku, US-amerikanischer Schwimmer (* 1890)
- 29. Januar: Paolo Gennari, italienischer Ruderer (* 1908)
- 29. Januar: Hermann Niebuhr, deutscher Basketballspieler, -trainer und -funktionär (* 1904)
- 30. Januar: Hugo Murero, deutscher Basketballtrainer und Sportjournalist (* 1906)
- 000Januar: Fred Taylor, US-amerikanischer Radrennfahrer (* 1890)

### Februar
- 08. Februar: Hubert Ramsey, britischer Lacrossespieler (* 1874)
- 09. Februar: Edward Moore, US-amerikanischer Ruderer (* 1897)
- 10. Februar: Johann Baptist Gudenus, österreichischer Leichtathlet und Bobfahrer (* 1908)
- 11. Februar: Edmund Lindmark, schwedischer Turner und Wasserspringer (* 1894)
- 13. Februar: Wilhelm Uebler, deutscher Leichtathlet (* 1899)
- 16. Februar: Sakari Ilmanen, finnischer Eiskunstläufer (* 1880)
- 17. Februar: Arnoud van der Biesen, niederländischer Segler (* 1899)
- 17. Februar: Leo Cella, italienischer Motorrad-, Rallye- und Automobilrennfahrer (* 1938)
- 17. Februar: Louis Dollé, französischer Automobilrennfahrer (* 1892)
- 17. Februar: Marquard Schwarz, US-amerikanischer Schwimmer (* 1887)
- 22. Februar: Verner Weckman, finnischer Ringer (* 1882)
- 23. Februar: Emil Hirschfeld, deutscher Leichtathlet (* 1903)

### März
- 01. März: Maurice Verdonck, belgischer Ruderer (* 1879)
- 03. März: Walther Jesinghaus, deutscher Turner (* 1887)
- 06. März: Frans Hin, niederländischer Segler (* 1906)
- 08. März: Jerzy Braun, polnischer Ruderer (* 1911)
- 09. März: Åke Häger, schwedischer Turner (* 1897)
- 09. März: Hans Schumann, deutscher Motorradrennfahrer (* 1904)
- 14. März: Naili Moran, türkischer Sportler und Sportfunktionär (* 1908)
- 16. März: Harry Hellawell, US-amerikanischer Langstreckenläufer (* 1888)
- 19. März: Hennie Binneman, südafrikanischer Radrennfahrer (* 1914)
- 20. März: Arthur Harris, US-amerikanischer Polospieler (* 1890)
- 21. März: Reginald Potts, britischer Turner (* 1892)
- 24. März: Aage Frandsen, dänischer Turner (* 1890)
- 28. März: William Cooper, US-amerikanischer Segler (* 1910)
- 29. März: Eric Dutton, britischer Lacrossespieler (* 1883)
- 31. März: Christen Wiese, norwegischer Segler (* 1876)

### April
- 01. April: François Hentges, luxemburgischer Kunstturner (* 1885)
- 04. April: Eino Seppälä, finnischer Leichtathlet (* 1896)
- 05. April: Giuseppe Paris, italienischer Turner (* 1895)
- 05. April: Emil Rauchmaul; ungarischer Fußballspieler und -trainer (* 1891)
- 08. April: Dorothy Holman, britische Tennisspielerin (* 1883)
- 12. April: Lorenz Nieberl, deutscher Bobfahrer (* 1919)
- 18. April: Guilherme Parãense, brasilianischer Sportschütze (* 1884)
- 22. April: Leon Birkholc, polnischer Ruderer (* 1904)
- 23. April: Robert Liottel, französischer Fechter (* 1885)
- 25. April: Gunnar Andersen, norwegischer Fußballspieler und Skispringer (* 1890)
- 25. April: Walter Tewksbury, US-amerikanischer Leichtathlet (* 1876)
- 27. April: Anton Olsen, norwegischer Sportschütze (* 1897)

### Mai
- 01. Mai: Oscar Kreuzer, deutscher Tennisspieler (* 1887)
- 02. Mai: Francis Frederick, US-amerikanischer Ruderer (* 1907)
- 07. Mai: Luis Brunetto, argentinischer Leichtathlet (* 1901)
- 16. Mai: Růžena Beinhauerová, tschechoslowakische Skisportlerin, Basketballspielerin und Ruderin (* 1912)
- 18. Mai: Tjabel Boonstra, niederländischer Radrennfahrer (* 1899)
- 20. Mai: Arthur Mallwitz, deutscher Leichtathlet und Begründer der Sportmedizin (* 1880)
- 22. Mai: Johan Erik Friborg, schwedischer Radrennfahrer (* 1893)
- 23. Mai: Morris Fisher, US-amerikanischer Sportschütze (* 1890)
- 24. Mai: Franco Riccardi, italienischer Fechter (* 1905)
- 24. Mai: Johannes Vinther, dänischer Turner (* 1893)
- 28. Mai: Torsten Grönfors, schwedischer Tennisspieler und Segler (* 1888)
- 28. Mai: Josef Gruss, böhmisch-tschechischer Tennisspieler, Fechter, Eishockeyspieler und Sportfunktionär (* 1884)

### Juni
- 02. Juni: Edgardo Toetti, italienischer Leichtathlet (* 1910)
- 02. Juni: Richard Norris Williams, US-amerikanischer Tennisspieler (* 1891)
- 04. Juni: Reidar Martiniuson, norwegischer Segler (* 1893)
- 05. Juni: Edward Kirby, US-amerikanischer Leichtathlet (* 1901)
- 05. Juni: Jack Oosterlaak, südafrikanischer Sprinter (* 1896)
- 07. Juni: Fernand Vast, französischer Radrennfahrer (* 1886)
- 07. Juni: Percival Wise, britischer Polospieler (* 1885)
- 08. Juni: Ludovico Scarfiotti, italienischer Automobilrennfahrer (* 1933)
- 13. Juni: Otto Daiker, deutscher Motorradrennfahrer (* 1911)
- 15. Juni: Leo Nielsen, dänischer Radrennfahrer (* 1909)
- 17. Juni: José Nasazzi, uruguayischer Fußballspieler (* 1901)
- 17. Juni: Maurice Renaud, französischer Radrennfahrer (* 1909)
- 21. Juni: Decio Trovati, italienischer Eishockeyspieler (* 1906)
- 28. Juni: Olle Zetterstrom, US-amerikanischer Skilangläufer (* 1901)
- 29. Juni: Julius Lichtenfels, deutscher Fechter (* 1884)
- 30. Juni: Paul Gehlhaar, deutscher Fußballtorhüter (* 1905)

### Juli
- 03. Juli: Hugo Weinstengl, österreichischer Bobfahrer (* 1907)
- 04. Juli: Earl Eastwood, kanadischer Ruderer (* 1905)
- 06. Juli: Herman Nyberg, schwedischer Segler (* 1880)
- 07. Juli: Ugo Frigerio, italienischer Leichtathlet (* 1901)
- 08. Juli: Lee Seong-deok, japanischer Eisschnellläufer und Sportfunktionär (* 1912)
- 08. Juli: Désiré Mérchez, französischer Schwimmer und Wasserballspieler (* 1882)
- 13. Juli: William Jordan, US-amerikanischer Ruderer (* 1898)
- 16. Juli: Ferenc Keserű, ungarischer Wasserballspieler (* 1903)
- 20. Juli: Josef Uhlmann, deutscher Fechter (* 1902)
- 25. Juli: Adiel Paananen, finnischer Skilangläufer (* 1897)
- 27. Juli: André Vercruysse, belgischer Radrennfahrer (* 1895)

### August
- 03. August: Xavier Lesage, französischer Sportreiter (* 1885)
- 05. August: Carlyle Atkinson, britischer Schwimmer (* 1892)
- 05. August: Oskar Üpraus, estnischer Fußballspieler (* 1898)
- 09. August: Svend Martinsen, norwegischer Ringer (* 1900)
- 10. August: Veikko Nyqvist, finnischer Leichtathlet (* 1916)
- 11. August: Jan Łazarski, polnischer Radrennfahrer (* 1892)
- 12. August: Harry Adams, US-amerikanischer Sportschütze (* 1880)
- 16. August: Kumagai Ichiya, japanischer Tennisspieler (* 1890)
- 16. August: Ernest Mottier, Schweizer Eishockeyspieler (* 1891)
- 28. August: Walter Brück, österreichisch-US-amerikanischer Eishockey- und spieler sowie Eishockeytrainer, -schiedsrichter und -funktionär (* 1900)

### September
- 01. September: Antti Raita, finnischer Radrennfahrer (* 1883)
- 02. September: Josef Urban, tschechoslowakischer Ringer (* 1899)
- 03. September: Carl Pedersen, dänischer Ruderer (* 1884)
- 04. September: Engebret Skogen, norwegischer Sportschütze (* 1887)
- 06. September: Leo Sexton, US-amerikanischer Leichtathlet (* 1909)
- 07. September: Karl Tewes, deutscher Fußballspieler (* 1886)
- 17. September: Armand Blanchonnet, französischer Radrennfahrer (* 1903)
- 18. September: Virgilio Felice Levratto, italienischer Fußballspieler und -trainer (* 1904)
- 26. September: Bengt Morberg, schwedischer Turner (* 1897)
- 26. September: Heinz Wöltje, deutscher Hockeyspieler (* 1902)
- 27. September: Guido De Filip, italienischer Ruderer (* 1904)
- 29. September: Paul Radmilovic, britischer Wasserballspieler und Schwimmer (* 1886)
- 000September: Rain in Face, kanadischer Lacrossespieler (* 1885)

### Oktober
- 03. Oktober: Werner Ekman, finnischer Sportschütze (* 1893)
- 03. Oktober: Andrzej Marusarz, polnischer Skisportler (* 1913)
- 05. Oktober: Jóhannes á Borg, isländischer Ringer (* 1883)
- 06. Oktober: Erich Graf von Bernstorff-Gyldensteen, deutscher Sportschütze (* 1883)
- 06. Oktober: Lucien Brouha, belgischer Ruderer und Sportphysiologe (* 1899)
- 06. Oktober: Amedeo Marchi, italienischer Turner (* 1889)
- 06. Oktober: Robert Pasemann, deutscher Leichtathlet (* 1886)
- 08. Oktober: Hans Gruber, deutscher Fußballspieler (* 1905)
- 09. Oktober: Ibrahim Moustafa, ägyptischer Ringer (* 1904)
- 11. Oktober: Émile Demangel, französischer Bahnradsportler (* 1882)
- 11. Oktober: Josef Wastl, österreichischer Schwimmer (* 1892)
- 12. Oktober: Harry Hebner, US-amerikanischer Schwimmer und Wasserballspieler (* 1891)
- 14. Oktober: Bert Gunther, niederländischer Ruderer (* 1899)
- 17. Oktober: Tuure Nieminen, finnischer Skispringer (* 1894)
- 23. Oktober: Enrico Marone Cinzano, italienischer Unternehmer und Fußballfunktionär (* 1895)
- 25. Oktober: Cecelia Wolstenholme, britische Schwimmerin (* 1915)
- 28. Oktober: Konrad Johannesson, kanadischer Eishockeyspieler (* 1896)
- 000Oktober: William Varley, US-amerikanischer Ruderer (* 1880)

### November
- 01. November: Ludowika Jakobsson, deutsch-finnische Eiskunstläuferin (* 1884)
- 07. November: Pierre Strauwen, belgischer Schwimmer und Schwimmsportfunktionär (* 1886)
- 09. November: Charles Herlofson, norwegischer Fußballspieler (* 1891)
- 10. November: Aurél von Kelemen, ungarischer Tennisspieler (* 1888)
- 10. November: Adolf Möller, deutscher Ruderer (* 1877)
- 13. November: Carlo Fregosi, italienischer Turner (* 1890)
- 14. November: Paavo Nuotio, finnischer Skisportler und Pesäpallospieler (* 1901)
- 14. November: Sven Thomsen, dänischer Segler (* 1884)
- 15. November: Charles Bacon, US-amerikanischer Leichtathlet (* 1885)
- 16. November: Carl Bertilsson, schwedischer Turner (* 1889)
- 18. November: Ernest Thorne, britischer Tauzieher (* 1887)
- 19. November: Heinrich Amsinck, deutscher Polospieler (* 1892)
- 29. November: Peter Frigast, dänischer Tennis- und Golfspieler (* 1889)
- 30. November: Charles Bartlett, britischer Radsportler (* 1885)
- 000November: Jakob Caironi, Schweizer Radrennfahrer (* 1902)

### Dezember
- 04. Dezember: Félicien Kempeneers, belgischer Turner (* 1890)
- 07. Dezember: Alfons Brehm, deutscher Hockeyspieler (* 1882)
- 08. Dezember: Anders Petersen, dänischer Sportschütze (* 1876)
- 12. Dezember: Tim Ahearne, irischer Leichtathlet (* 1885)
- 13. Dezember: Dorus Nijland, niederländischer Radrennfahrer (* 1880)
- 15. Dezember: Håkon Bryhn, norwegischer Segler (* 1901)
- 16. Dezember: Carlo Costigliolo, italienischer Turner (* 1893)
- 16. Dezember: Ernest Mengel, luxemburgischer Fußballspieler (* 1913)
- 20. Dezember: Stane Kmet, jugoslawischer Skilangläufer (* 1893)
- 21. Dezember: Vittorio Pozzo, italienischer Fußballspieler und -trainer (* 1886)
- 24. Dezember: Frank Troeh, US-amerikanischer Sportschütze (* 1882)
- 27. Dezember: Glauco Servadei, italienischer Radrennfahrer (* 1913)

### Datum unbekannt
- Hans Herrmann, Schweizer Skilangläufer (* 1891)
- Alfred Messenger, britischer Turner (* 1887)
- Pavlos Pavlidis, griechischer Sportschütze (* unbekannt, vor 1896)
- Richard Schikat, deutscher Ringer (* 1896)
- György Szebeny, ungarischer Ruderer (* 1887)
- Ioannis Theofilakis, griechischer Sportschütze (* 1879)
- Carlo Toniatti, italienischer Ruderer (* 1892)
- Achille Tribouillet, französischer Wasserballspieler (* 1902)
- Edwin Turner, US-amerikanischer Leichtathlet (* 1912)
- František Wende, tschechoslowakischer Springer und Nordischer Kombinierer (* 1904)